# USS Miller (DD-535)
Pour les autres navires du même nom, voir USS Miller.
Le USS Miller (DD-535) est un destroyer de la classe Fletcher en service dans la Marine des États-Unis pendant la Seconde Guerre mondiale. Il a été nommé en l'honneur du Quartier-maître (Acting Master's Mate) James Miller, récipiendaire de la Médaille d'honneur (Medal of Honor) pendant la guerre de Sécession.

## Construction
Sa quille est posée le 18 août 1942 au chantier naval Union Iron Works (Bethlehem Shipbuilding Corporation) de San Francisco, dans l'état de Californie. Il est lancé le 15 février 1943; parrainé par Mr William P. Upshur; et mis en service le 18 juin 1943.

## Historique

### Seconde Guerre mondiale

#### 1944
Le Miller, affecté au Pacifique au sein du 52e escadron de destroyers (Destroyer Squadron 52 - DesRon 52) pendant toute la durée de la Seconde Guerre mondiale, est parti le 20 novembre 1943 pour Pearl Harbor. Il y effectue des exercices jusqu'au 22 janvier 1944, interrompus par une mission d'escorte à Makin. Le 23 janvier, il se met en route et navigue vers l'ouest avec la Task Force 51 (TF 51). Pendant le mois suivant, il fournit des services de filtrage et de soutien au tir pendant que cette force attaque et occupe Kwajalein et Eniwetok. Il quitte cette dernière le 24 février pour Majuro où il rejoint la Fast Carrier Task Force (alors TF 58 de la 5e Flotte, plus tard TF 38 de la 3e Flotte), avec laquelle il opère jusqu'à la fin de la guerre.
Le 22 mars, les porte-avions, soutenus par des cuirassés et des croiseurs, et protégés par une ceinture de destroyers, quittent Majuro, le Miller se trouvant dans la ceinture d'acier extérieure. Après avoir frappé Palaos, Yap, Ulithi et Woleai (29 mars-1er avril), ils reviennent brièvement à Majuro, puis se dirigent vers la Nouvelle-Guinée, où ils soutiennent les forces d'assaut de l'armée en menant des raids sur Hollandia, Wakde, Sewar et Sarmi (21 avril-22 avril), puis sur Truk, Satawan et Ponape (29 avril-1er mai).
La Force a ensuite frappé les îles Marcus et Wake (19 mai-23 mai), puis s'est préparée à la campagne des Mariannes. Le 6 juin, les porte-avions quittent à nouveau Majuro. Du 11 au 17, ses avions et ses navires sillonnent les îles Volcano et Bonin jusqu'à l'extrême sud des Mariannes, soutenant l'assaut sur Saipan et empêchant les renforts japonais d'atteindre cette île assiégée et l'objectif suivant, Guam. Le 17, après avoir contrôlé les porte-avions pendant les opérations de vol pour les frappes contre Saipan, Tinian, Rota et Guam, le Miller est informé de l'approche d'une flotte japonaise en provenance des Philippines. Le 18, il continue à couvrir les forces d'assaut sur Saipan en attendant l'engagement attendu. Le 19, il se trouve sur le quartier tribord du porte-avions USS Bunker Hill (CV-17) lorsque les bombardiers en piqué ennemis ouvrent la bataille de la mer des Philippines. Tout au long de cette bataille de deux jours, qui a mis à mal l'aéronavale japonaise, il est resté dans l'écran de protection de ce porte-avions, en abimant un avion ennemi et en endommageant un autre.
Après un bref entretien à Eniwetok, le Miller se mit en route pour rejoindre le reste de la force opérationnelle afin de poursuivre les frappes sur Iwo Jima et Chichi Jima (3-4 juillet) et sur Palaos, Ulithi et Yap (23-27 juillet). Le 30 août, la force prend la mer pour soutenir les débarquements aux Palaos en menant des raids contre Palau, Mindanao, Leyte, Luçon et Samar (7-24 septembre). En octobre, opérant à partir d'Ulithi, la Task Force prépare le retour aux Philippines en frappant les installations ennemies et les navires dans les Ryūkyū, à Taïwan et en mer de Chine méridionale. Le 20, il commence à soutenir les opérations amphibies sur Leyte et Samar. Cinq jours plus tard, le Miller rejoint l'écran de protection du Task Group 34.5 (TG 34.5), qui opère alors avec le TG 38.2. Les deux groupes ont ensuite navigué pour aider la Task Force 77 (TF 77) qui avait engagé une force ennemie dans le détroit de Surigao dans une phase initiale de la bataille épique du golfe de Leyte.
Peu après minuit, alors qu'il patrouille dans les eaux à l'extrémité est du détroit de San-Bernardino, le TG 34.5 aperçoit un destroyer ennemi. Après plusieurs échanges de coups de feu, le Miller et son navire-jumeau (sister ship) USS Owen (DD-536)  se rapprochent pour achever la cible, accomplissant leur mission en moins de 20 minutes.
Le Miller rejoignit ensuite la TF 38 qui avait repris les opérations aériennes contre les Philippines. La force effectue des raids sur les installations aériennes de Luçon, Leyte et Samar pendant tout le mois de novembre. Le 19 novembre, il est confronté pour la première fois à une nouvelle tactique japonaise, le kamikaze. Six jours plus tard, plusieurs des avions suicides franchissent l'écran d'avions et de destroyers et touchent les porte-avions USS Hancock (CV-19), USS Intrepid (CV-11), et USS Essex (CV-9). Après avoir subi de légers dommages, à l'exception du Intrepid, la Force s'est retirée à Ulithi. De là, la Force sortit le 11 décembre pour soutenir les opérations amphibies sur Mindoro et maintenir les forces aériennes japonaises clouées au sol. Viennent ensuite les frappes sur Taïwan, suivies d'un autre retour aux Philippines pour soutenir les opérations amphibies, cette fois dans le golfe de Lingayen.

#### 1945
Après le débarquement de Luçon, la Force intensifie ses sorties dans les mers de Chine méridionale et orientale. Elle frappe à plusieurs reprises les installations ennemies, de Saigon aux Ryukyu, et navigue fréquemment vers le nord-est pour attaquer le cœur industriel des îles japonaises. Du 19 au 21 février 1945, il soutient l'invasion d'Iwo Jima, puis repart vers l'ouest en direction de Tokyo. Le 1er mars, ils ont entamé une campagne de raids intensifiés contre les Ryukyu et le Japon, préparant à nouveau le terrain pour une force d'invasion.
Le Miller, qui participait à ces raids sur Okinawa, Kyūshū et Honshū, se trouvait près du porte-avions USS Franklin (CV-13) lorsqu'un bombardier en piqué ennemi pénétra dans l'écran de protection pour larguer plusieurs bombes de 500 livres sur le porte-avions, le 19 mars. Le destroyer s'est rendu sur place pour participer aux opérations de sauvetage et de lutte contre l'incendie, puis a couvert le retrait du porte-avions, ce qui lui a valu la Navy Unit Commendation (mention élogieuse de la marine). Son capitaine, le lieutenant commander (LCDR) Dwight L. Johnson, a reçu la Navy Cross.
Le 8 avril, le Miller rejoignit les porte-avions rapides qui assuraient la couverture aérienne des forces terrestres embastillées à Okinawa. Jusqu'en juin, il protégea les porte-avions et secourut les pilotes abattus alors que la Force frappait les concentrations militaires et industrielles des Ryukus méridionaux à Kyūshū. Le 20, il est détaché de la TF 38 et renvoyée aux États-Unis pour être mise à disposition du chantier naval. Il arrive au chantier naval de Mare Island (Mare Island Naval Shipyard) le 9 juillet et y est toujours amarré à la fin de la guerre.

### 1945-1964
Le 19 décembre 1945, le Miller est mis hors service et rejoint la Flotte de réserve (Reserve Fleet) à San Diego, en Californie. Il y reste jusqu'au 19 mai 1951, date à laquelle il est remis en service et rejoint la Flotte de l'Atlantique (Atlantic Fleet) avec Newport dans le Rhode Island comme port d'attache. Le 6 septembre 1952, le destroyer quitte la côte Est pour la Corée et une croisière autour du monde. Arrivé à Sasebo, au Japon, le 11 octobre, il se met en route pour un appui-feu et des tirs d'interdiction avec la Task Force 95 (TF 95) au large de la côte coréenne. Restant stationné dans la zone de combat presque continuellement jusqu'en février 1953, le Miller a également servi avec la Task Force 77 (TF 77) pour protéger les transporteurs lors des opérations aériennes contre les forces terrestres nord-coréennes. Le 11 février, il est reparti pour son pays d'origine, via la Méditerranée. Après son retour à Newport, il a repris ses opérations le long de la côte Est avec des déploiements périodiques en Méditerranée. En 1958, alors qu'il servait au sein de la 6e flotte (6th Fleet), il a participé à la réponse rapide de cette flotte à la demande du président libanais Camille Chamoun, qui souhaitait une aide tangible pour prévenir une menace de coup d'État.
En 1959, Le Miller a été détaché de la flotte active et s'est présenté à Boston le 9 mars pour participer à un entraînement de la Réserve navale. Pendant son séjour à Boston, un cadet du navire-école MV Rakaia a traversé le port à la nage pendant la nuit et a hissé le drapeau soviétique sur son mât en guise de plaisanterie. En tant que navire-école, l'USS Miller a effectué des croisières pour plus de 11 000 réservistes. En octobre 1961, le président John F. Kennedy a activé son équipage de réserve pendant la crise du mur de Berlin. Le 30 mars 1964, le navire fait route vers Norfolk, en Virginie. Là, le 30 juin, il est déclassé et réintègre la flotte de réserve.
Miller a été rayé du registre des navires de guerre (Naval Vessel Register) le 1er décembre 1974. Il a été vendu le 31 juillet 1975 et démantelé.

## Source
- (en) Cet article est partiellement ou en totalité issu de l’article de Wikipédia en anglais intitulé « USS Miller (DD-535) » (voir la liste des auteurs).